# Keli
Keli ist der Name einer österreichischen Limonade, die von der „ZF Getränke GmbH“ in Bad Gastein (Salzburg) vertrieben wird.

## Geschichte
Der Name der Marke „Keli“ leitet sich vom Namen des Getränkehändlers Walter Kesterzanek aus Linz ab, der die Limonade erstmals 1956 auf den Markt brachte. Der Werbespruch „Zisch - Frisch - Keli“ machte Keli schnell bekannt. Zunächst wurden die Geschmacksrichtungen Orange und Zitrone in 0,3-Liter-Flaschen aus Glas angeboten, bald schon erweitert um Ananas.
Nachdem im Jahr 1970 die Brau AG „Keli“ übernommen hatte, wurde es in der Brauerei Liesing abgefüllt. 1990 übernahm die Firma Stock (Stroh-Rum) die Limonadenfirma, die Abfüllung übersiedelte nach Linz. Im Jahr 2001 wurde das Unternehmen von der Croy Beteiligungs Co & KG des in St. Oswald ob Eibiswald lebenden Clemens Prinz von Croÿ gekauft, die Abfüllung übersiedelte nach Sollenau in eine Anlage der Piestinger Brauerei. Mit 12. Dezember 2006 wechselte „Keli“ nochmals die Besitzer und wurde von der Linzer ProRegio Mittelstandsfinanzierungs AG übernommen. Am 13. Jänner 2007 wurde auf ZF Getränke GmbH umfirmiert (aus Zisch – Frisch) und im Jahr 2009 stieg die österreichische Firma Herbert Steinrieser aus St. Gallen ein, wo Keli dann abgefüllt wurde. Seit 2013 wird auch bei der Brauerei Murau in Lizenz abgefüllt.
Keli weist in Österreich einen Marktanteil von ca. 5 % auf (laut Herstellerangabe). 2011 wurde nach 20-jähriger Abwesenheit Keli mit der traditionellen Glasflasche wieder in der Gastronomie eingeführt.
Im Sport trat man als Sponsor der Fußballmannschaften „FC Keli Linz“ und „SV Keli Ried“ in den 1990er-Jahren in Erscheinung. Aktuell (2015) ist Keli wieder Sponsor des FC Stahl Linz.

## Produkte
Heute gibt es Keli-Limonaden in verschiedenen Geschmacksrichtungen in 0,33-Liter-Glas-Mehrweg-Flaschen in der ausgewählten Gastronomie und in 0,5-Liter-PET-Einweg, sowie 1,5-Liter-PET-Einweg-Flaschen im Lebensmittel-Einzelhandel:
- Ananas (0,3 Liter Glas, 0,5 Liter PET, 1,5 Liter PET)
- Himbeere (0,3 Liter Glas, 0,5 Liter PET, 1,5 Liter PET)
- Kräuter (0,3 Liter Glas, 0,5 Liter PET)
- Maracuja (0,3 Liter Glas, 0,5 Liter PET, 1,5 Liter PET)
- Orange (0,3 Liter Glas, 0,5 Liter PET, 1,5 Liter PET)
- Zitrone (0,3 Liter Glas)
- Cola (0,3 Liter Glas)